# Mva'a Medjap-Fong
Mva’a Medjap Fong est une localité située dans l’arrondissement de Ngoulemakong, département de la Mvila, dans la région du Sud du Cameroun. Nichée à une altitude d’environ 785 mètres, cette communauté rurale bénéficie d’un climat équatorial humide, propice à l’agriculture et à la biodiversité locale.
Le village est entouré de plusieurs localités, telles que Mbekaa II, Akoatala, Bitsokmam et Elone, situées à moins de 10 kilomètres. Cette proximité favorise les échanges culturels et économiques entre les communautés voisines.

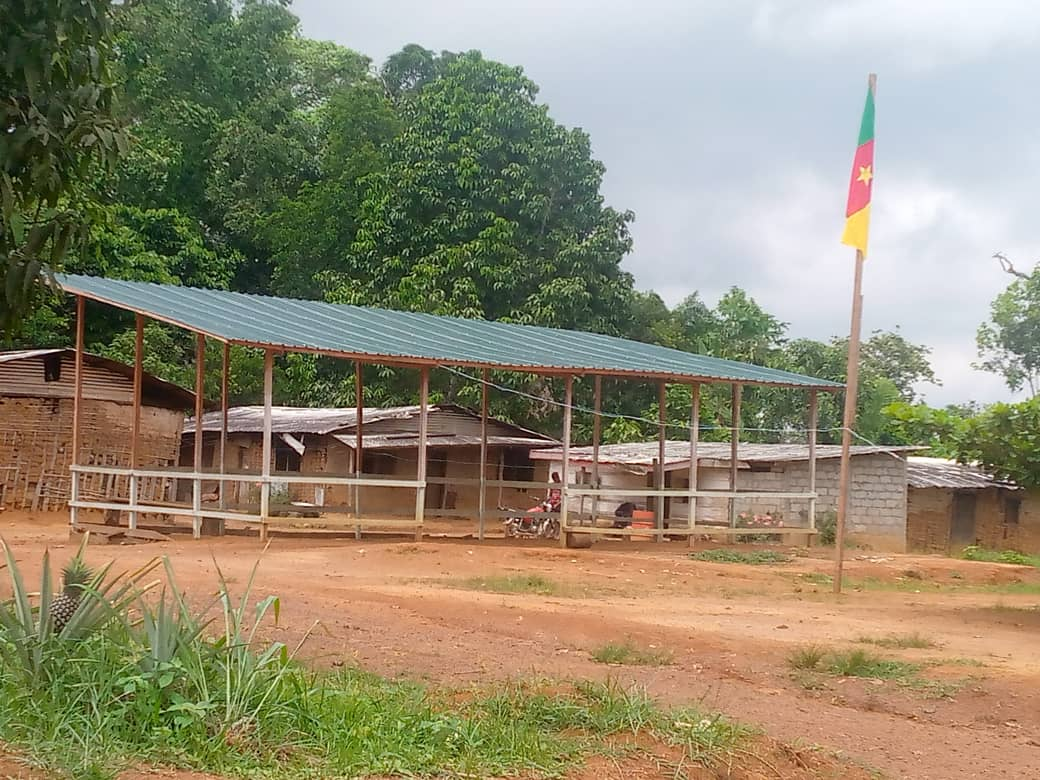
Place de la Chefferie Mva'a Medjap Fong

Dans la structure de l'administration camerounaise, c'est une chefferie de 3ème degré en milieu rural. Une entité de proximité auprès des populations qui sert de lien avec l'administration.

## Population[2]
La population est estimée à environ 596 habitants dans un rayon de 7 kilomètres. Les habitants, principalement issus des groupes ethniques Mvae et Fang.

## Agriculture
Les habitants perpétuent des traditions agricoles ancestrales, notamment la culture sur brûlis, la chasse, la pêche et la cueillette. Les jardins familiaux, appelés “homegardens”, sont des espaces multifonctionnels où se mêlent plantes médicinales, alimentaires et ornementales, reflétant une organisation sociale et spirituelle.  
Parmi les cultures vivrières, le manioc qui est consommé de la feuille à la racine avec des recettes très variées; l'arachide, le maïs, le plantain. La cacao est la culture pérenne.

## Infrastructures

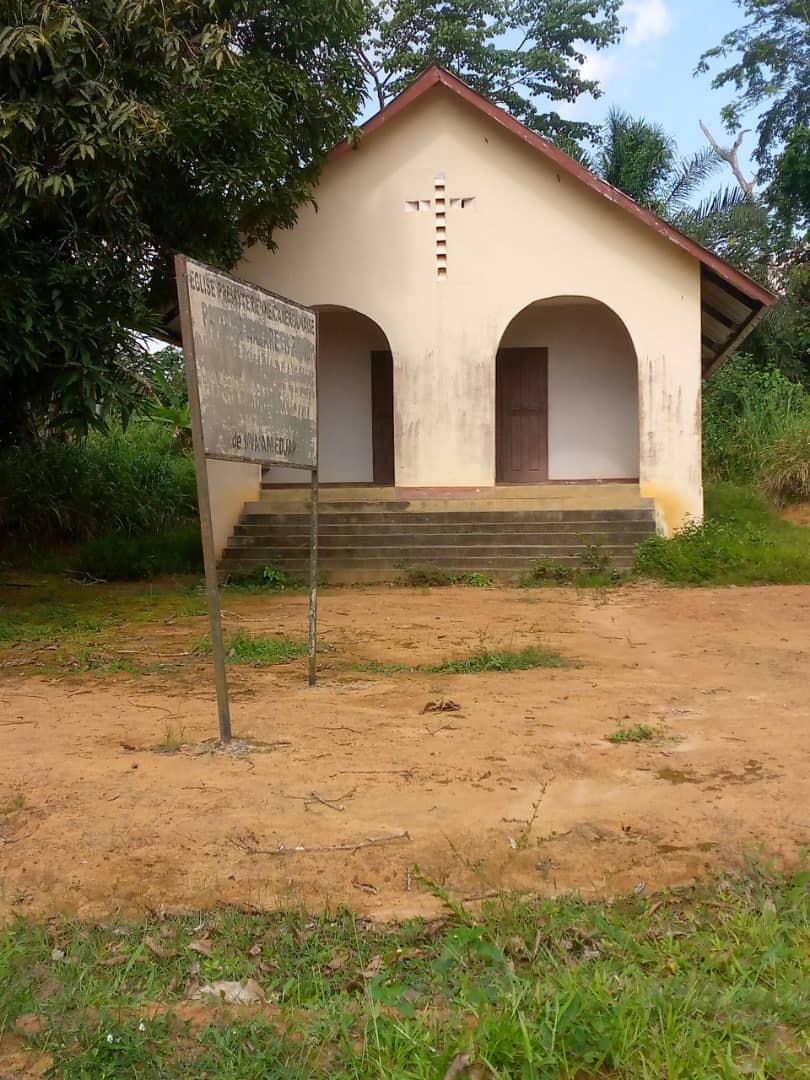
Chapelle Mva'a Medjap - Fong

Mva’a Medjap Fong dispose des équipements communautaires suivants, une église protestante presbytérienne et un stade de football. Ces installations jouent un rôle central dans la vie des habitants et la cohésion sociale.
Le village est timidement équipé en électricité avec de fréquentes coupures. L'accès en eau est orienté pour certains vers le forage. Le réseau internet est très limité et très fluctuant.

## Santé

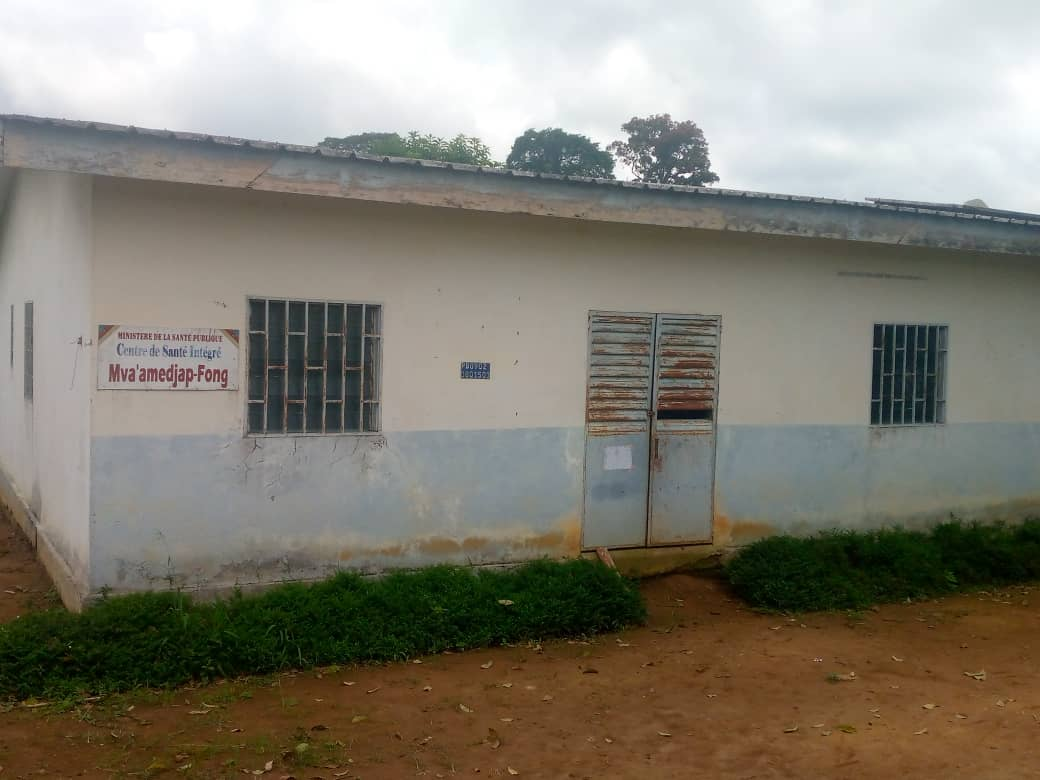
Centre Santé Mva'a Medjap-Fong

Un local tient lieu de Centre de santé intégré et offre des services de base. Les situations compliquées sont orientées soit à Ngoulemakong au Centre médical avancé, soit à l'hôpital d'Ebolowa le chef lieu de la Région et parfois directement à Yaoundé la capitale du Cameroun.

## Éducation

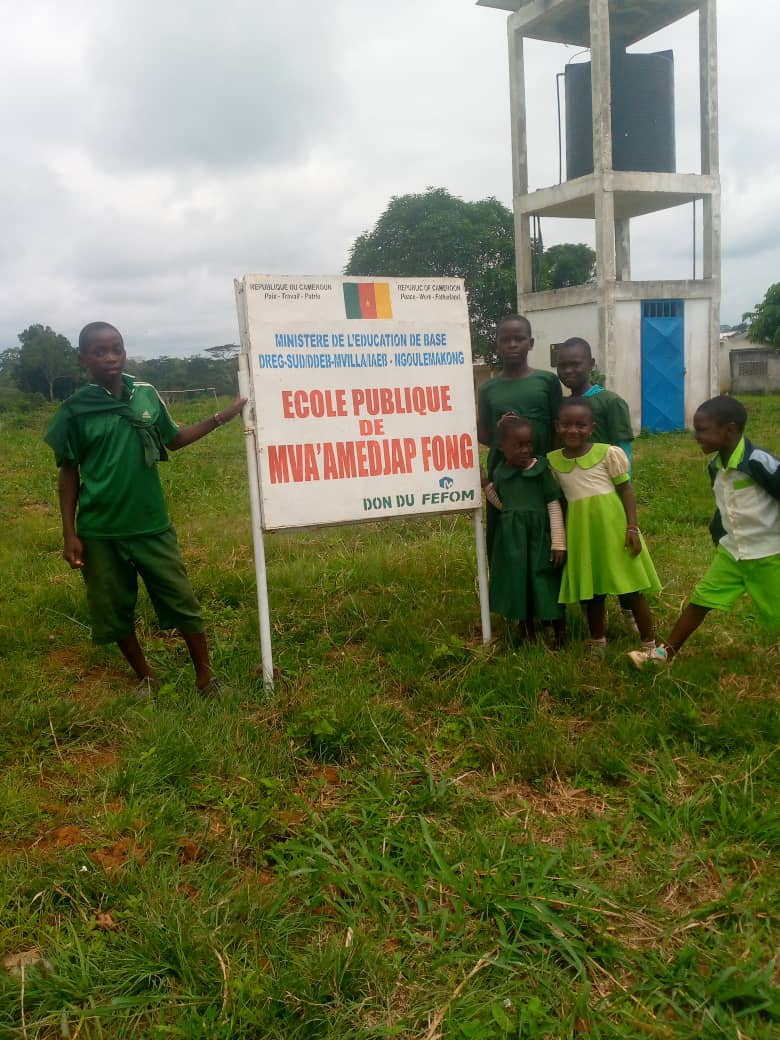
Elèves de l'école publique de Mva'a Medjap-Fong

Il y a une école publique primaire dans le village pour les enfants en âge de scolarité. Cette proximité avec l'éducation évite de parcourir de longues distances.

## Environnement

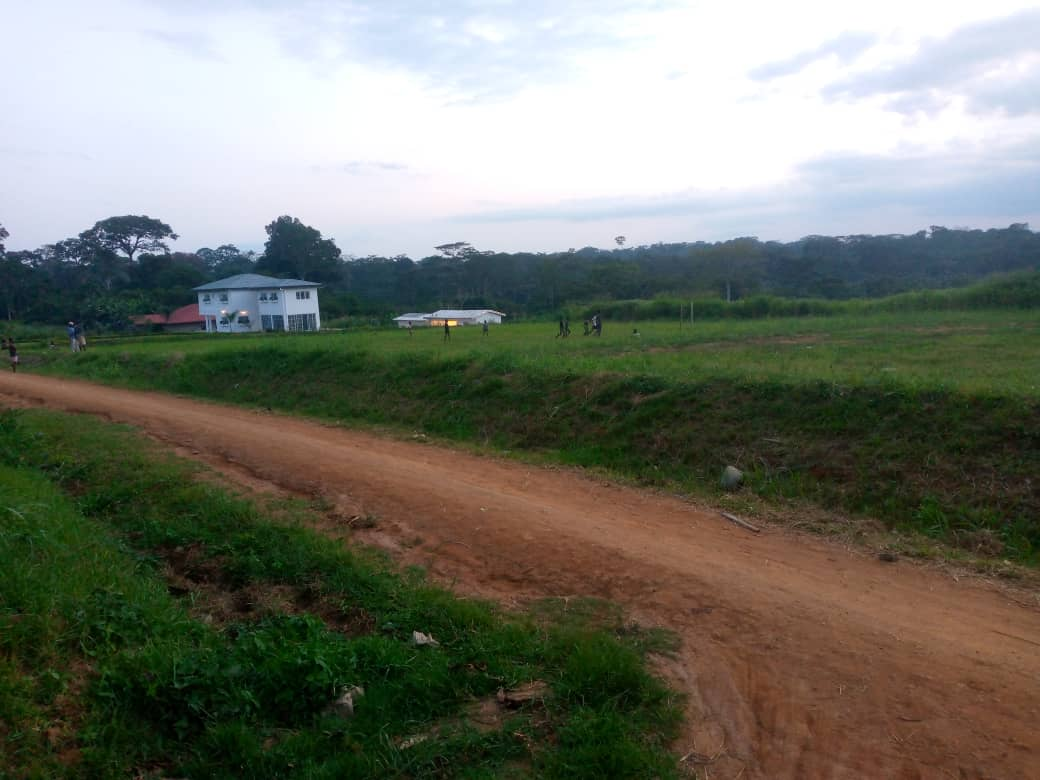
Paysage Mva'a Medjap-Fong

Le paysage est une végétation luxuriante sur un relief vallonné qui offre des opportunités pour l’écotourisme, la découverte de la richesse culturelle et naturelle de la région.

## Culture

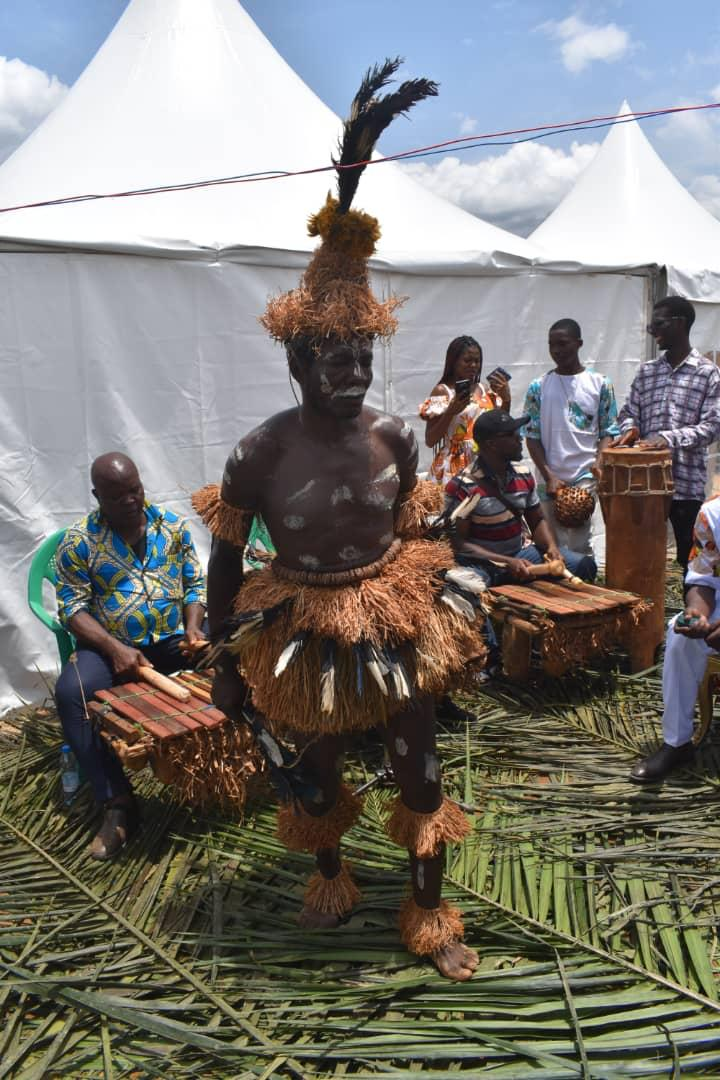
Danseur à Mva'a Medjap-Fong

Mva’a Medjap Fong harmonise traditions culturelles, ancestrales et préservation de l’environnement en faveur de la diversité et de la richesse du patrimoine camerounais.